# Changüi

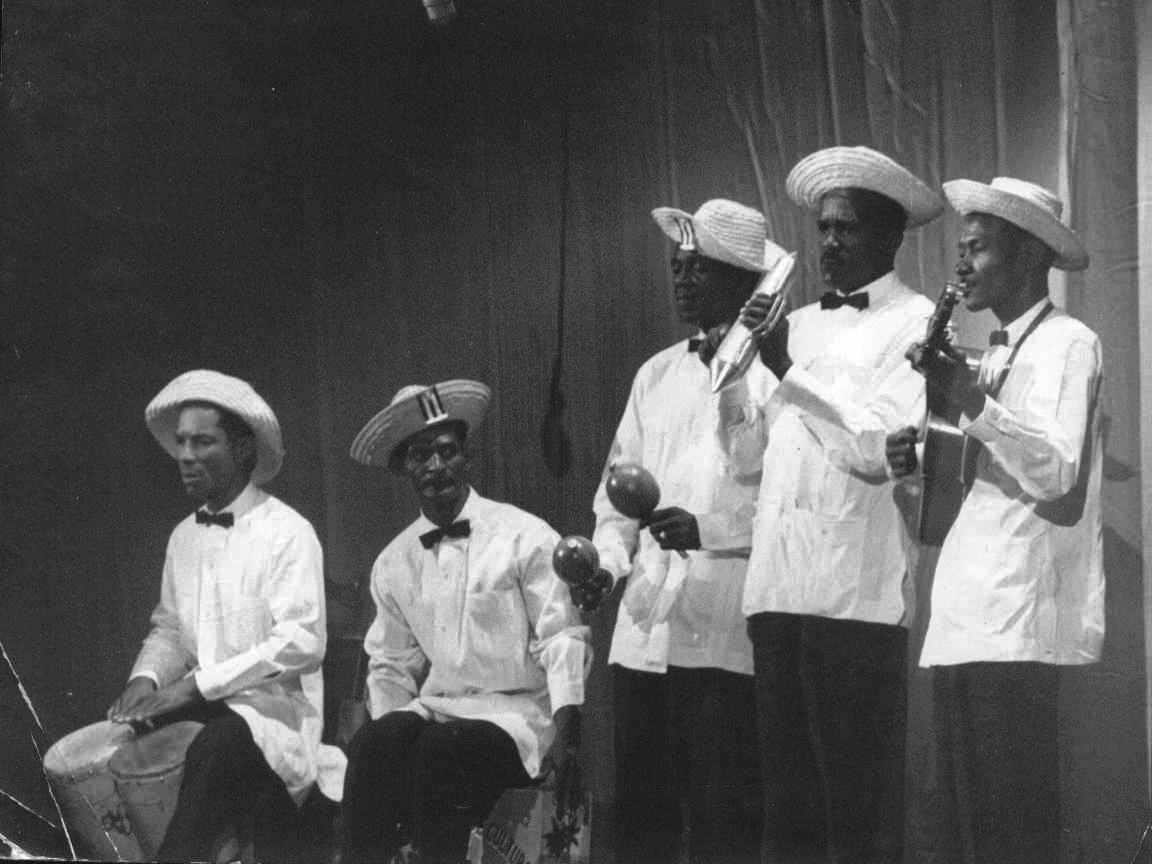
Grupo Changüí de Guantánamo bei einem nationalen Folklorefestival in Havanna, 1962

Changüí ist ein musikalisches Genre, das um 1860 in Felicidad de Yateras im Osten Kubas aufkam, und ist ein Vorgänger des Son Cubano. Changüí wird bei dreitägigen ländlichen Festen (changüís, cumbanchas) um die Weihnachtszeit von Bauern (Campesinos) gespielt. Musikalische Einflüsse waren die Musik der Bantus, die Musik der Einwanderer aus Jamaika und Saint-Domingue, sowie spanische Musik (etwa die Copla andaluza). Changüí ist verwandt mit dem älteren nengón, der in Kuba ebenfalls bei ländlichen Festivitäten gespielt wird.
Als Instrumente werden eingesetzt: Tres, Bongo, Guayo, Maracas, Marimbula und Händeklatschen. Ein Sänger wird in der Regel von einem Chor aus mehreren Sängern und Tänzerinnen begleitet (Call and Response, Improvisation).
Die Grupo Changüí de Guantánamo wurde 1945 vom Bongo-Perkussionisten Arturo Latamblet gegründet und versammelte die berühmtesten Instrumentalisten jener Zeit. Professionelle Musiker gab es erst nach der Kubanischen Revolution. Namhafte Musiker und Komponisten waren Andrés Fisto Cobas, der Marimbula-Spieler Pedro Speck, der Bongosero und Multiinstrumentalist Cambron, und der Tres-Spieler Armando Reyes Lelievre.

## Diskografie
- Cuba: De Guantanamo A Baracoa bei Discogs (Changüí - Tumba francesa - Nengón - Bembé - Radá)
- Grupo Changüí And Estrellas Campesinas – Changüí bei Discogs